# Річард Гастінгс
Рі́чард Га́стінгс (англ. Richard Hastings; 18 травня 1977, Прінс-Джордж) — колишній канадський футболіст, захисник збірної Канади. Переможець Золотого кубка КОНКАКАФ 2000. На клубному рівні більшість кар'єри провів у «Інвернесс Каледоніан Тісл», за який зіграв понад 300 матчів в чемпіонаті.

## Клубна кар'єра
Гастінгс провів свої перші роки в Ванкувері. Коли йому було 7 років, він і його англійські батьки переїхали до Великої Британії у місто Мідлсбро. Згодом він пішов у академію Міллберн в Інвернесі.
Розпочав грати у футбол в шотландській команді «Нерн Каунті», після чого підписав контракт з «Інвернесс Каледоніан Тісл», за який він зіграв 106 матчів на позиції захисника. Протягом цього періоду він був важливим гравцем для команди і допоміг команді піднятись з четвертого до другого за рівнем шотландського дивізіону. Крім цього Гастінгс також був частиною команди, яка виграла «Селтік» у третьому раунді Кубка Шотландії у 2000 році.
У 2001 році Гастінгс приєднався до «Росс Каунті», де провів один сезон. Після цього пограв у австрійському «Грацері» і нідерландському «МВВ Маастрихт».
У 2004 році він повернувся в «Інвернесс Каледониан Тісл». Він був єдиним легіонером в клубі, після відходу Маріуса Нікулае. У свій другий прихід в «Інвернесс Каледониан Тісл» він забив двічі: проти «Данфермліна» в чемпіонаті і «Мортона» в Кубку шотландської ліги.
2009 року футболіст перебрався у «Гамільтон Академікал», але був звільнений від контракту з «Гамільтоном» в кінці сезону 2009/10. 11 лютого 2011 року Гастінгс оголосив про завершення кар'єри, оскільки 33-річний футболіст був без клубу з кінця сезону 2009/10.
У 2012 році Гастінгс підписав контракт з клубом «Брора Рейнджерс», відіграв за клуб рік і повторно завершив кар'єру.

## Міжнародна кар'єра
Гастінгс грав на молодіжному чемпіонаті світу в Малайзії в 1997 році, разом з Полом Сталтері і Джейсоном Бентом.
Він дебютував за головну збірну Канади у травні 1998 року в товариському матчі проти Македонії, і до 22 листопада 2009 року, зіграв у цілому 59 матчів, забивши 1 гол. Він зіграв за Канаду в 10 кваліфікаційних матчах до чемпіонатів світу.
У 2000 році Гастінгс забив золотий гол, який приніс Канаді перемогу над Мексикою у чвертьфіналі Золотого кубка КОНКАКАФ 2000 року, турнір завершився перемогою для збірної Канади. Він був названий найкращим молодим футболістом турніру.
Він також був у складі збірної на Золотому кубку КОНКАКАФ 2007 року, де грав в центрі оборони, а також потрапив в «Символічну збірну турніру». Він також був обраний у 2009 році канадський Золотий кубок реєстру.
Гастінгс зіграв свій останній матч за Канаду в товариському матчі 29 травня 2010 року проти Венесуели, гра завершилася внічию 1:1.

### Голи за збірну
| # | Дата           | Місце                            | Суперник | Рахунок | Результат | Турнір                      |
| - | -------------- | -------------------------------- | -------- | ------- | --------- | --------------------------- |
| 1 | 20 лютого 2000 | Куалкомм Стедіум, Сан-Дієго, США | Мексика  | 2–1     | 2–1       | Золотий кубок КОНКАКАФ 2000 |

## Титули і досягнення
- Чемпіон КОНКАКАФ (U-20): 1996
- Переможець Золотого кубка КОНКАКАФ: 2000
- Бронзовий призер Золотого кубка КОНКАКАФ: 2002